# Evaluarea Națională a elevilor de clasa a VIII-a
Evaluarea Națională a elevilor de clasa a VIII-a, cunoscută simplu și ca Evaluarea Națională, reprezintă modalitatea de evaluare externă sumativă a competențelor dobândite pe parcursul învățământului gimnazial. Examenul durează 120 de minute și se desfășoară, anual, într-o singură sesiune, în general în luna iunie, după încheierea cursurilor. Atât candidații proveniți din învățământul de stat, cât și cei din învățământul particular au dreptul să susțină examenul fără taxă.
Desfășurarea Evaluării Naționale este organizată și supravegheată de către Comisia Națională de Organizare a Evaluării Naționale, alcătuită dintr-un președinte (secretar de stat din Minsterul Educației Naționale), trei vicepreședinți (directorul general al Direcției Generale Educație și Învățare pe Tot Parcursul Vieții, directorul general al Direcției Generale Învățământ în Limbile Minorităților, Relația cu Parlamentul și Partenerii Sociali și directorul Centrului Național de Evaluare și Examinare), un secretar (un consilier din cadrul Centrului Național de Evaluare și Examinare) și între patru și șase membri (directori, șefi de serviciu, inspectori generali din MEN, consilieri din cadrul Centrului Național de Evaluare și Examinare)
Coordonarea la nivel național a proiectării, organizării și desfășurării Evaluării Naționale, precum și valorificarea rezultatelor acesteia sunt asigurate de Ministerul Educației prin Centrul Național de Evaluare și Examinare (CNEE). Coordonarea la nivel județean sau al municipiului București a organizării Evaluării Naționale, precum și valorificarea rezultatelor acesteia sunt asigurate de către inspectoratele școlare județene.

## Înscriere
La Evaluarea Națională din anul curent se pot înscrie absolvenții clasei a VIII-a din seria curentă, dar și absolvenții din seriile anterioare care nu au participat la Evaluarea Națională din anul respectiv. 

## Discipline
Disciplinele la care se susțin probe pentru Evaluarea Națională pentru elevii clasei a VIII-a sunt: 
- Limba și literatura română;
- Limba și literatura maternă — doar pentru elevii aparținând minorităților naționale care au urmat cursurile gimnaziale în limba maternă;
- Matematică.[1]

### Limba și literatura română
Limba și literatura română are, în cadrul evaluării naționale de la finalul clasei a VIII-a, statut de disciplină obligatorie. Programa după care se realizează subiectele este cea din Ordinul Ministerului Educației Naționale nr. 4431/29.08.2014.
Proba de evaluare de limbă și literatură română se face după două tipuri de conținut, combinate într-o singură foaie de examen, după cum urmează:
- Unitățile de conținut care privesc domeniul limba română au în vedere abordarea funcțională și aplicativă a elementelor de construcție a comunicării, cu accent pe identificarea rolului acestora în construirea mesajelor și pe utilizarea lor corectă și adecvată în propria exprimare scrisă. Sarcinile de lucru vizează exerciții de tip analitic (de recunoaștere, de grupare, de motivare, de descriere, de diferențiere) și de tip sintetic (de modificare, de completare, de exemplificare, de construcție), de subliniere a valorilor stilistice și de evidențiere a aspectelor ortografice și de punctuație, în situațiile care impun o asemenea abordare.

- Unitățile de conținut ale domeniului lectură prezintă sarcini de lucru care implică cerințe care privesc înțelegerea unui text dat, literar sau nonliterar (identificarea ideilor principale, a unor trăsături generale și particulare ale textului și exprimarea unui punct de vedere asupra acestora etc.), precum și redactarea de către elev a unor compuneri vizând scrierea despre un text literar sau nonliterar (rezumat, caracterizare de personaj, comentarea sumară a unor secvențe, identificarea ideilor principale, exprimarea unui punct de vedere privind ideile sau structurarea textului etc.). De asemenea, sarcinile de lucru vor avea în vedere evaluarea competențelor de redactare a unor texte argumentative (exprimarea argumentată a unui punct de vedere privind textul studiat sau la prima vedere, motivarea apartenenței la un gen literar sau la o specie literară), reflexive și imaginative (compuneri care presupun exprimarea propriilor sentimente, evidențierea trăsăturilor unui obiect într-o descriere, scurte narațiuni, continuarea logică a unor dialoguri etc.).[6]

#### Competențe de evaluat și conținuturi
La examenul de Evaluare Națională la Limba și literatura română se evaluează majoritatea materiei parcurse de către elev în clasele gimnaziale V-VIII, dar și elemente de cultură generală, după cum urmează:
- Receptarea mesajului scris, din texte literare și nonliterare, în scopuri diverse:
  - Dovedirea înțelegerii unui text literar sau nonliterar, pornind de la cerințe date;
  - Sesizarea corectitudinii și a valorii expresive a categoriilor morfosintactice, a mijloacelor de îmbogățire a vocabularului și a categoriilor semantice studiate, a ortografiei și punctuației;
  - Identificarea valorilor etice și culturale într-un text, cu exprimarea impresiilor și preferințelor;
- Utilizarea corectă și adecvată a limbii române în producerea de mesaje scrise, în diferite contexte de realizare, cu scopuri diverse:
  - Redactarea diverselor texte, cu scopuri și destinații diverse, adaptându-le la situația de comunicare concretă;
  - Utilizarea în redactarea unui text propriu a cunoștințelor de lexic și de morfosintaxă, folosind adecvat semnele ortografice și de punctuație;

### Matematică
În cadrul Evaluării Naționale pentru absolvenții clasei a VIII-a, matematica are statut de disciplină obligatorie. Programa după care se realizează subiectele este cea din Ordinul Ministerului Educației Naționale nr. 4431/29.08.2014.
Competențele generale evaluate de către evaluarea la matematică sunt:
- Identificarea unor date și relații matematice și corelarea lor în funcție de contextul în care au fost definite;
- Prelucrarea datelor de tip cantitativ, calitativ, structural, contextual cuprinse în enunțuri matematice;
- Utilizarea algoritmilor și a conceptelor matematice pentru caracterizarea locală sau globală a unei situații concrete;
- Exprimarea caracteristicilor matematice cantitative sau calitative ale unei situații concrete și a algoritmilor de prelucrare a acestora;
- Analizarea și interpretarea caracteristicilor matematice ale unei situații-problemă;
- Modelarea matematică a unor contexte problematice variate, prin integrarea cunoștințelor din diferite domenii.[7]

Elevilor aparținând minorităților naționale care au urmat în limba maternă cursurile disciplinelor la care se susțin probe li se asigură subiectele de matematică atât în limba în care au studiat cât și în limba română.

#### Competențe de evaluat și conținuturi
La examenul de Evaluare Națională la Matematică se evaluează majoritatea materiei parcurse de către elev în clasele gimnaziale V-VIII, după cum urmează:
- Clasa a V-a:
  - Numere naturale;
  - Mulțimi;
  - Numere raționale; fracții zecimale și ordinare;
  - Unități de măsură;
- Clasa a VI-a:
  - Algebră:
    - Divizibilitate;
    - Rapoarte și proporții;

  - Geometrie:
    - Dreapta;
    - Unghiul;
    - Congruența triunghiurilor;
    - Perpendicularitate;
    - Paralelism;
    - Proprietățile triunghiurilor;
- Clasa a VII-a:
  - Algebră:
    - Mulțimea numerelor reale;
    - Calcul algebric;
    - Ecuații și inecuații;
    - Elemente de organizare a datelor;

  - Geometrie:
    - Patrulatere;
    - Asemănarea triunghiurilor;
    - Relații metrice în triunghiul dreptunghic;
    - Cercul;
- Clasa a VIII-a:
  - Algebră:
    - Funcții;

  - Geometrie:
    - Relații între puncte, drepte și plane;
    - Proiecții ortogonale pe un plan;
    - Calcularea de arii și volume;[7]

## Subiecte
Subiectele pentru Evaluarea Națională se elaborează în cadrul Centrului Național de Evaluare și Examinare. Acestea trebuie să fie formulate clar, precis și în strictă concordanță cu programele pentru Evaluarea Națională, să aibă un nivel mediu de dificultate și să permită rezolvarea în 120 de minute.
Subiectele pentru Evaluarea Națională se clasifică în categoria documentelor secret de serviciu, din momentul ce începe elaborarea acestora și până în momentul în care acestea devin publice. Toate persoanele care au acces la subiectele pentru Evaluarea Națională înainte ca acestea să fie făcute publice dau o declarație în acest sens.

### Bareme
Baremul de evaluare și de notare pentru fiecare subiect se elaborează în cadrul Centrului Național de Evaluare și Examinare și se postează pe site-ul Ministerului Educației Naționale după desfășurarea probei, la ora 15:00.

## Participare
| An   | Candidați înscriși | Candidați prezenți | Note peste 5 | Sursa |
| ---- | ------------------ | ------------------ | ------------ | ----- |
| 2013 | 166.712            | 162.331            | 75,90%       | [ 8 ] |
| 2014 | 165.188            | 160.011            | 71,10%       | [ 8 ] |
| 2015 | 163.408            | 158.576            | 79,40%       | [ 8 ] |
| 2016 | 153.673            | 148.648            | 75,10%       | [ 8 ] |
| 2017 | 144.929            | 140.712            | 77%          | [ 8 ] |
| 2018 | 150.603            | 142.847            | 73,60%       | [ 8 ] |
| 2019 | 155.020            | 146.105            | 73,20%       | [ 8 ] |
| 2020 | 172.543            | 160.663            | 76,20%       | [ 8 ] |
| 2021 | 131.180            | 123.185            | 76,80%       | [ 8 ] |
| 2022 | 155.561            | 148.496            | 82,40%       | [ 8 ] |
| 2023 | 161.652            | 154.115            | 76,40%       | [ 8 ] |
| 2024 | 160,467            | 152,903            | 74,50%       | [ 8 ] |

## Admitere în învățământul liceal
Media notelor obținute la Evaluarea Națională constituie 100% din media de admitere în învățământul liceal.
Înainte de 2022, media notelor de la Evaluarea Națională constituia 80% din media de admitere.